# Varnhems distrikt
Varnhems distrikt är ett distrikt i Skara kommun och Västra Götalands län. 
Distriktet ligger öster om Skara. 

## Tidigare administrativ tillhörighet
Distriktet inrättades 2016 och utgörs av socknen Varnhem i Skara kommun.
Området motsvarar den omfattning Varnhems församling hade vid årsskiftet 1999/2000.